# Leptactina mannii
Leptactina mannii är en måreväxtart som beskrevs av Joseph Dalton Hooker. Leptactina mannii ingår i släktet Leptactina och familjen måreväxter.

## Underarter
Arten delas in i följande underarter:
- L. m. arnoldiana
- L. m. mannii